# Kathedraal van Manilla
De Kathedraal van Manilla, ook wel de minor basilica of the Immaculate Conception, is een kathedrale basiliek in de Filipijnse hoofdstad Manilla. De kathedraal werd in 1981 door paus Johannes Paulus II verheven tot basiliek en is al sinds de Spaanse koloniale tijd de zetel van de aartsbisschop van Manilla.
De eerste kathedraal, gemaakt van nipa en bamboe, werd gebouwd in 1581, Deze kathedraal werd beschadigd tijdens een tyfoon in 1582 en verwoest door een brand in 1583. Hierna werd een nieuwe kathedraal gebouwd van steen. Deze kwam gereed in 1592 en werd in 1600 verwoest door een aardbeving. De derde kathedraal had drie schepen en zeven kapellen. De bouw werd begonnen in 1584 en voltooid in 1614. Deze versie werd in een aardbeving in 1645 verwoest. De vierde versie van de kathedraal werd gebouwd tussen 1654 en 1671 ten tijde van aartsbisschop Miguel Poblete. Deze vierde versie van de kathedraal werd ernstig beschadigd door een zware aardbeving in 1863. De vijfde versie van de kathedraal werd gebouwd tussen 1870 en 1879. Hij werd gezegend in december 1879. Deze kathedraal werd verwoest door de bombardementen tegen het einde van de Tweede Wereldoorlog in 1945.
De huidige kathedraal werd gebouwd tussen 1954 en 1958 onder aartsbisschop Rufino Jiao Santos en onder leiding van architect Fernando Ocampo. In 1981 werd de kathedraal door paus Johannes Paulus II gewijd als minor basilica.
De kathedraal is de rustplaats van diverse aartsbisschoppen en kardinalen. Enkelen daarvan zijn Michael J. O'Doherty, de laatste niet-Filipijnse aartsbisschop van Manilla, Rufino Jiao Santos, de eerste Filipijnse kardinaal, Gabriel Reyes, de eerste Filipijnse aartsbisschop van Manilla en kardinaal Jaime Lachica Sin, de bekende kerkvorst die een zeer prominente rol vervulde ten tijde van de EDSA-revolutie, die een einde maakte aan het 20-jarige bewind van Ferdinand Marcos.

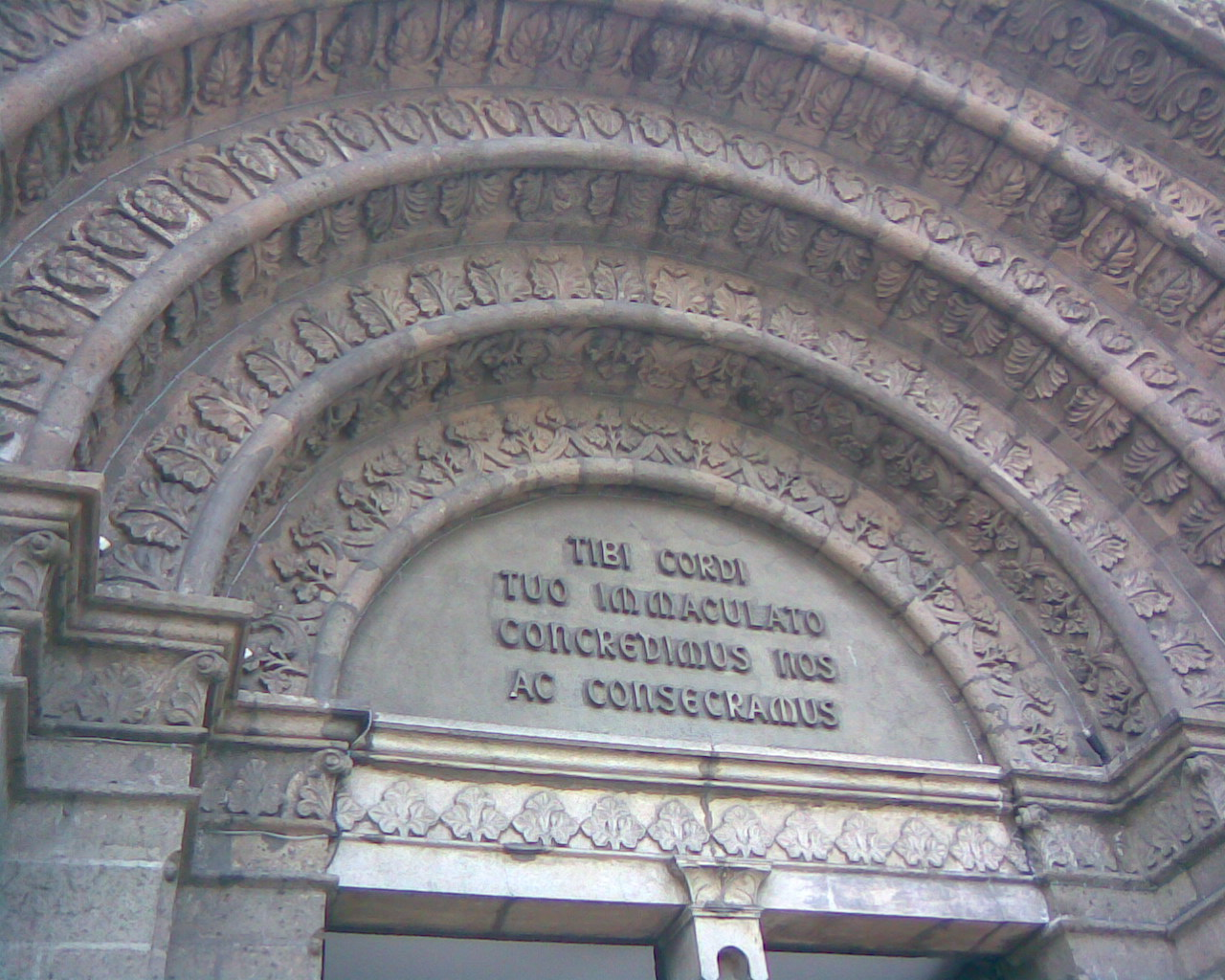
Inscriptie
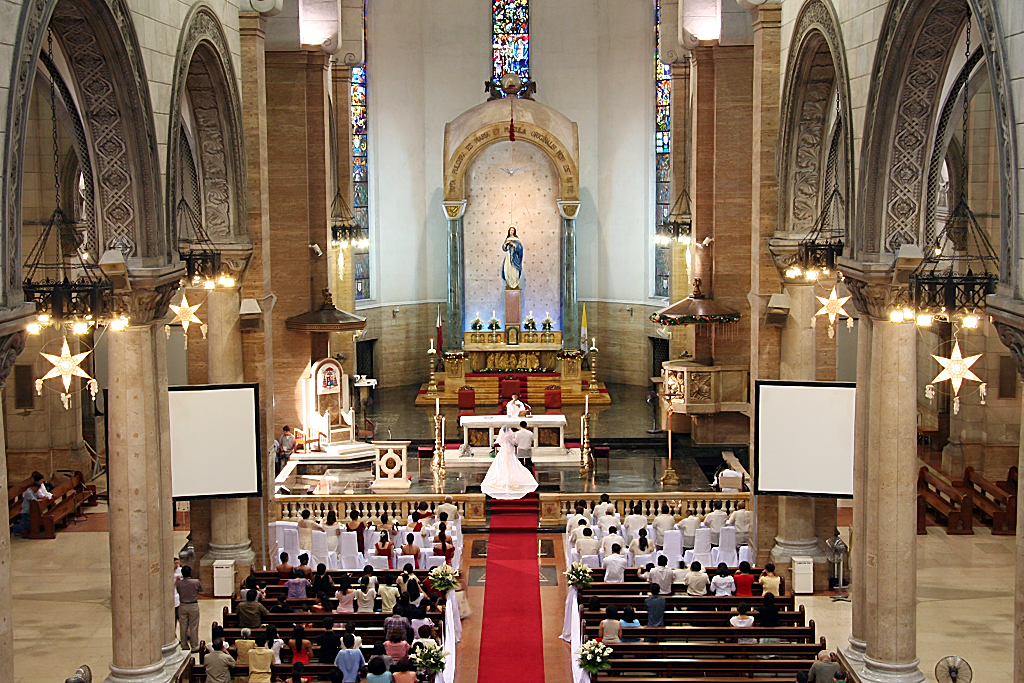
De kathedraal van Manilla van binnen tijdens een trouwerij
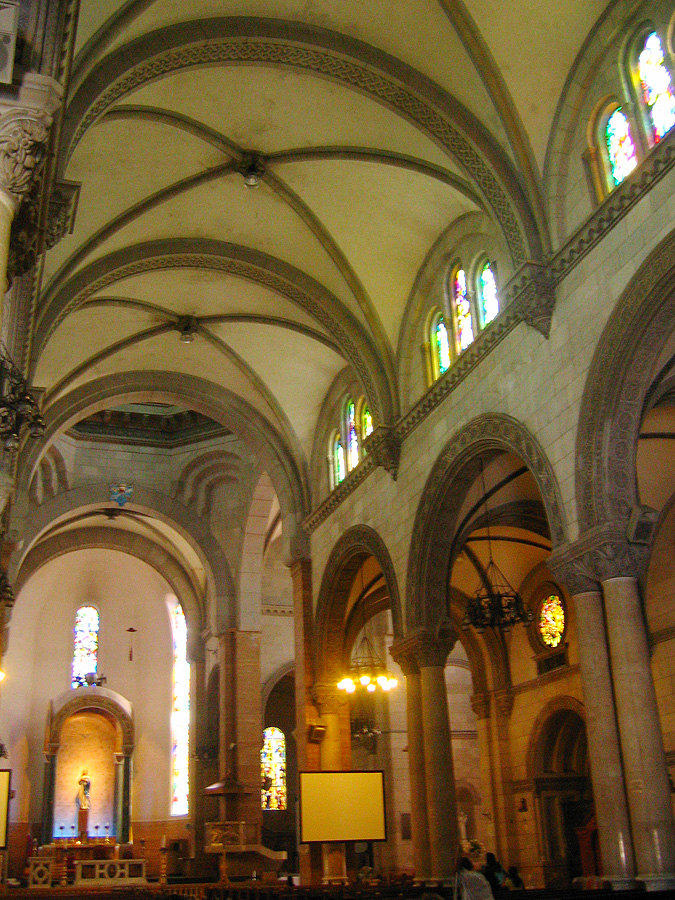
Interieur